# Rosalynn Carter
Eleanor Rosalynn Carter (de soltera, Smith) (Plains, Georgia; 18 de agosto de 1927-Plains, Georgia; 19 de noviembre de 2023) fue la esposa del presidente Jimmy Carter y primera dama de los Estados Unidos de 1977 a 1981.

## Biografía

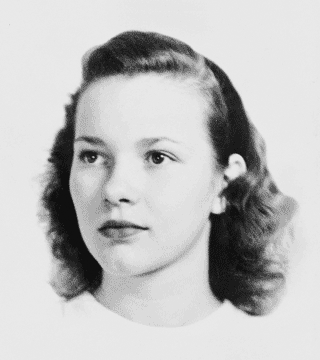
Fotografía de Rosalynn Carter a sus diecisiete años en 1944

Huérfana de padre desde adolescente, ayudó a su madre para poder afrontar la situación familiar. Terminó sus estudios básicos y se matriculó en la Universidad de Georgia Southwestern State.
Se casó con Jimmy Carter en febrero de 1946 en su ciudad natal. Tuvo cuatro hijos: John William "Jack" (nacido en 1947), James Earl "Chip" III (nacido en 1950), Donnel Jeffrey "Jeff" (nacido en 1952) y Amy Lynn (nacida en 1967). Desde que Carter abandonó la Armada de los Estados Unidos, colaboró en la empresa familiar dedicada al cultivo y comercialización de cacahuetes, en el departamento de contabilidad.

## Apoyo a la carrera política de Carter
En 1962, Jimmy Carter fue elegido senador por el Estado de Georgia, por lo que Rosalynn se dedicó a apoyar la carrera política de su esposo. Más tarde hizo campaña para la candidatura de Carter a la Presidencia de los Estados Unidos. Al final del mandato se incorporó al proyecto del Centro Carter, donde fue codirectora. No obstante el 27 de enero de 1977 comenzó como Secretaria General en el parque nacional John F. Kennedy y fue primera dama de Georgia.

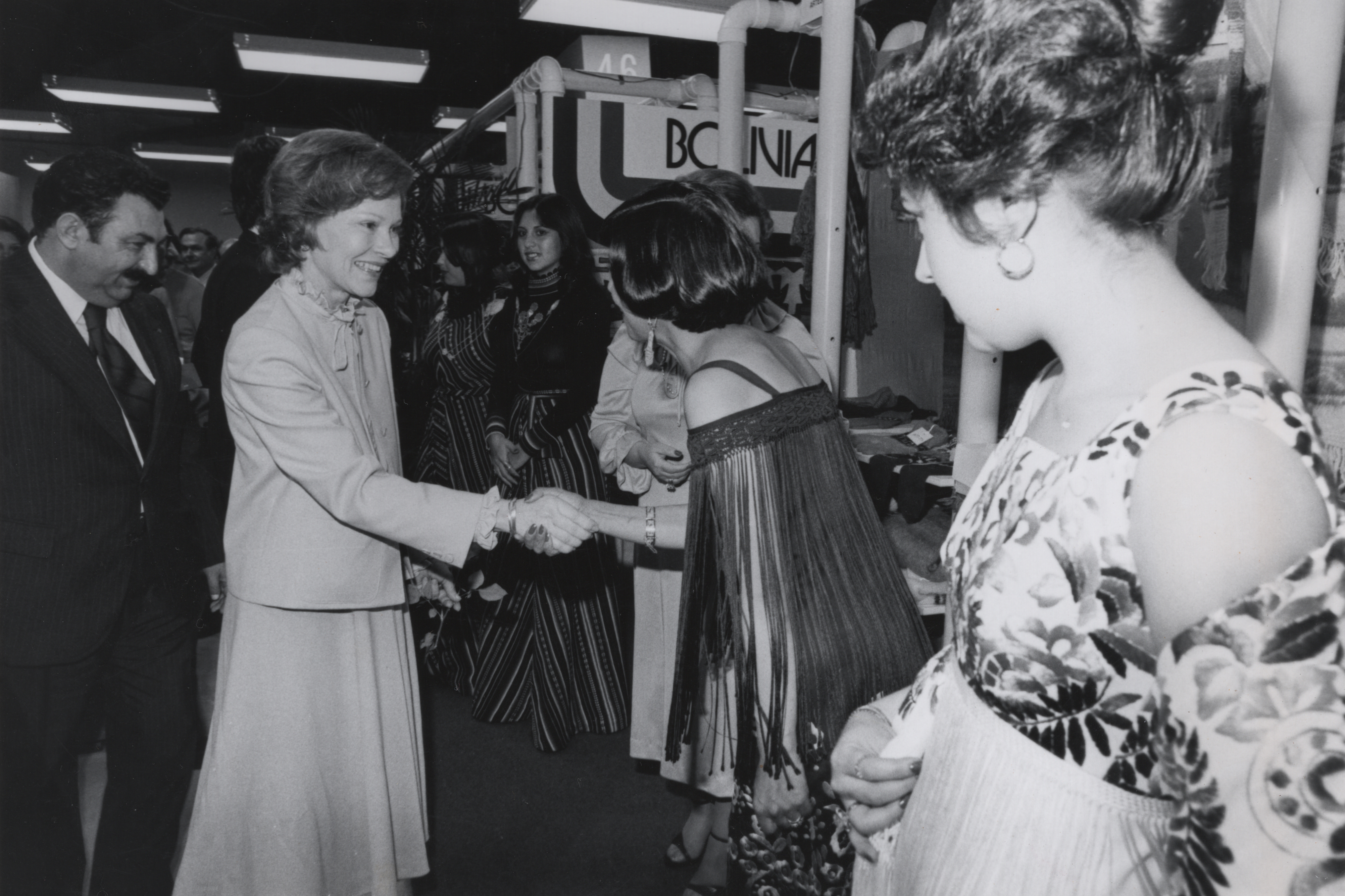
Cárter durante un evento cultural en Miami, en 1978.

## Centro Carter
Participó activamente en las tareas preparatorias para la asistencia de la fundación al Referéndum presidencial de Venezuela de 2004 a petición de todas las partes. Dirigió el Centro Carter y el Grupo Nacional de Jimmy Carter en Georgia.

## Problemas de salud y fallecimiento

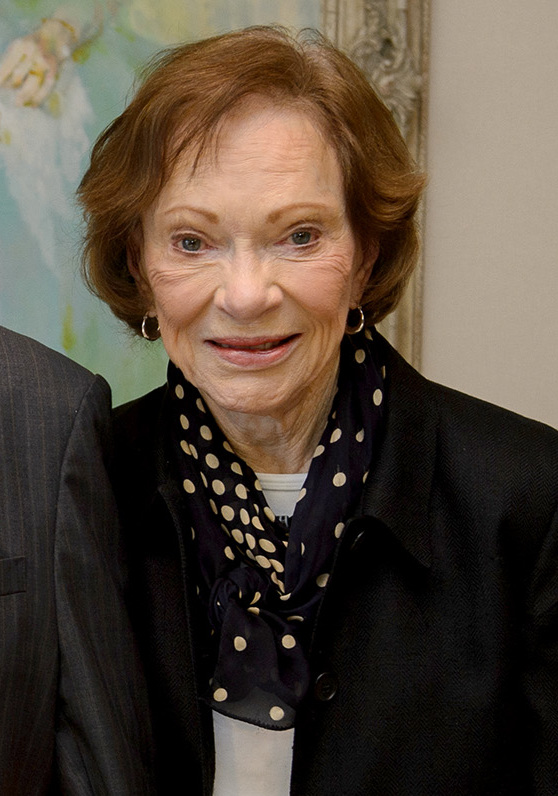
Rosalynn Carter en 2016.

En abril de 1977, Carter se sometió a una cirugía para extirpar un tumor de mama no maligno. Se sometió a un procedimiento ginecológico en el Hospital Naval de Bethesda en agosto de 1977, y su secretaría de prensa, Mary Hoyt, lo describió como un asunto privado de rutina.
En mayo del 2023, el Centro Carter anunció que  le habían diagnosticado demencia. El comunicado también señaló que continúa viviendo en casa con su esposo, quien permanece en cuidados paliativos en el momento de este anuncio, "disfrutando de la primavera y de las visitas a sus seres queridos". El 17 de noviembre del 2023, Carter ingresó a cuidados paliativos.
El 19 de noviembre de 2023, Carter murió en su casa de Plains, después de años de padecer demencia.
Según un nuevo anuncio del Centro Carter, su funeral se llevó a cabo el 29 de noviembre en Plains, con la presencia de su familia, y con entierro en su residencia.
Tras su muerte, el expresidente Carter dijo: "Rosalynn fue mi socia igualitaria en todo lo que logré".

## Funeral
El 27 de noviembre, una caravana que comenzó en Plains llegó a Americus, donde exmiembros del servicio secreto de Carter llevaron el ataúd de Carter desde el Centro Médico Phoebe Sumter a un coche fúnebre que esperaba. La caravana se detuvo en el alma mater de Carter, Georgia Southwestern State University. (GSW), donde el presidente de GSW, Neal Weaver, y Jennifer Olsen, directora ejecutiva del Instituto Rosalynn Carter para Cuidadores, colocaron dos coronas de flores cerca de su estatua en el Complejo de Ciencias Humanas y de Salud Rosalynn Carter de la universidad.  Luego, la caravana viajó al Centro Carter en Atlanta, donde yacía en reposo en la Biblioteca y Museo Presidencial Jimmy Carter del Centro. Durante este tiempo, se llevó a cabo un servicio y se permitió al público ver el ataúd.
El 28 de noviembre se llevó a cabo un servicio de homenaje en la Iglesia Metodista Unida Glenn Memorial, ubicada en la Universidad Emory en el noreste de Atlanta. Jimmy Carter, quien estaba en cuidados paliativos, asistió mientras se ponía una manta que mostraba imágenes de él y Rosalynn y también referencias a sus ciudad natal de Plains. Además, asistieron el presidente Joe Biden, la primera dama Jill Biden, el expresidente Bill Clinton y las ex primeras damas Melania Trump, Michelle Obama, Laura Bush y Hillary Clinton. Garth Brooks y Trisha Yearwood interpretaron "Imagine" de John Lennon en la ceremonia. Se llevó a cabo un funeral privado el 29 de noviembre en la Iglesia Bautista Maranatha en Plains, al que solo asistieron la familia Carter y amigos cercanos invitados. Después de una procesión final por Plains, Carter fue enterrada durante un servicio privado en su residencia. El Centro Carter organizó un homenaje y un obituario en línea.

## Biblioteca y Museo Presidencial de Jimmy Carter
El edificio que contiene la biblioteca y el museo compone 6.480 m², con 1.419 m² de espacio para los objetos expuestos y 1.841 m² de archivo y de espacio de almacenaje. La biblioteca apila 27 millones de páginas de documentos, 500.000 fotos y 40.000 objetos, junto con películas, videos y cintas magnéticas para audio. 